# Crepidotus cesatii
Crepidotus cesatii är en svampart som tillhör divisionen basidiesvampar, och som först beskrevs av Gottlob Ludwig Rabenhorst, och fick sitt nu gällande namn av Pier Andrea Saccardo. Crepidotus cesatii ingår i släktet rödmusslingar, och familjen Crepidotaceae. Arten är reproducerande i Sverige.